# Revolução kuna
Revolução kuna (em castelhano:  Revolución kuna) refere-se aos acontecimentos de 1925, no qual os indígenas kunas se rebelaram perante as autoridades panamenhas que forçaram os nativos a ocidentalizar sua cultura pela força. Nesta revolução foi proclamada a República de Tule, de curta existência. Quando foi unificada novamente com o Panamá, os kunas com o aval do governo panamenho, criaram um território autônomo chamado   comarca indígena de Kuna Yala, garantindo a segurança população e a cultura dos kunas.